# Psykometri (parapsykologi)
|  | Denne artikel vedrører den parapsykologiske betydning af termen psykometri. Indenfor den etablerede psykologi har termen en anden betydning - se Psykometri (psykologi). |

Indenfor parapsykologien henviser termen psykometri, også kaldet genstandslæsning, til en form for ekstrasensorisk perception hvor et medium, ved at bese eller berøre en genstand, er i stand til at aflæse informationer om genstanden eller om genstandens ejer. Termen blev opfundet af Joseph Rodes Buchanan i 1842.

## Eksterne links
- Visdomsnet – definition af termen.

| Pseudovidenskab | Spire Denne artikel om pseudovidenskab er en spire som bør udbygges. Du er velkommen til at hjælpe Wikipedia ved at udvide den. |